# Cosmarium pyramidatum
Cosmarium pyramidatum var. canadense là một loài Song tinh tảo trong họ Desmidiaceae, thuộc chi Cosmarium.